# Дундуков, Андрей Геннадьевич
Андрей Геннадьевич Дундуков (род. 12 ноября 1966 года в Южно-Сахалинске) — советский двоеборец, двукратный призёр чемпионатов мира.

## Спортивная карьера
Наивысшим достижением Андрея Дундукова является серебряная медаль в индивидуальной гонке на чемпионате мира 1989 года в Лахти. В его копилке также бронзовая медаль в командном первенстве чемпионата мира 1987 года.
Андрей Дундуков участвовал в зимних Олимпийских играх 1988 и 1992, где показал 12-й и 11-й результаты соответственно.